# Carnosaur 3: Primal Species
Carnosaur 3: Primal Species (br: Criaturas do Terror) é um filme de terror e ficção científica produzido nos Estados Unidos em 1996 por Roger Corman dirigido por Jonathan Winfrey.
Terceira sequência de baixo orçamento do filme Carnossauro 2 (Carnosaur 2) (1995), primeiro filme da trilogia "Carnossauro" (Carnosaur) lançado diretamente para o vídeo os outros filmes tiveram sua estreia nos cinemas.

## Sinopse
Terroristas que tentam tomar posse de mina de urânio libertam, acidentalmente, criaturas pré-históricas geradas pela engenharia genética para uso como arma de guerra. Cabe a um grupo antiterrorismo a tarefa de aniquilar os perigosos dinossauros antes que eles cheguem a zonas habitadas.